# Middelburgsche Commercie Compagnie
La Middelburgsche Commercie Compagnie era una società commerciale olandese fondata nel 1720 a Middelburg, capitale della Zelanda. Quando il monopolio della compagnia olandese delle Indie occidentali per il commercio di schiavi attraverso l'Atlantico fu abolito nel 1730, la compagnia divenne la principale azienda olandese di commercio degli schiavi. La società fu poi liquidata nel 1889.
Grazie alla conservazione dei documenti e delle note societarie, gli archivi della compagnia si sono rivelati molto utili per ricostruire gli aspetti della schiavitù nel XVIII secolo. Gli archivi, nel 2011, sono stati inseriti nel registro della memoria del mondo dell'UNESCO.